# Gambelia (växter)
Gambelia är ett släkte inom familjen Flenörtsväxter.
I släktet ingår följande arter:
- (Scrophulariaceae)
  - Gambelia glabrata (Brandegee) D.A.Sutton, 1988
  - Gambelia juncea (Benth.) D.A.Sutton, 1988
  - Gambelia rupicola (Brandegee) D.A.Sutton, 1988
  - Gambelia speciosa Nutt., 1848